# Porta Viminale
Al centro del tratto maggiormente esposto delle mura serviane, quello cioè tutto in pianura tra la porta Collina e l'Esquilina, si apriva la Porta Viminalis, che insieme alle due citate e alla Querquetulana, è tra le più antiche porte dell'intera cinta difensiva dell'antica Roma.
La loro edificazione risale infatti ad un periodo molto antico, circa un paio di secoli precedente a quello della costruzione delle mura repubblicane nel 378 a.C. Sembra infatti che le quattro porte originarie si possano datare all'epoca dell'ampliamento della città operato dal re Servio Tullio, che comprese nel territorio dell'Urbe, oltre alle alture già inserite tra gli iniziali sette colli, anche il Quirinale (Collis Quirinalis), il Viminale, l'Esquilino e il Celio (chiamato allora Querquetulanus, cioè coperto di boschi di querce). Della stessa epoca è ovviamente anche il primo baluardo difensivo che le collegava tra di loro, quell’agger costruito lungo tutto il tratto dei circa 1.300 m dalla Porta Collina all'Esquilina, per tentare di difendere con la massima cura la zona più pericolosa della città.
Un ulteriore indizio dell'antichità di queste porte è fornito, secondo gli studiosi, anche dal loro nome, che deriva direttamente da quello dell'altura cui davano accesso, anziché essere l'aggettivazione di qualche monumentalizzazione (templi, altari, ecc.) lì presente, che non può che essere successiva all'inglobamento dell'area nel perimetro urbano.

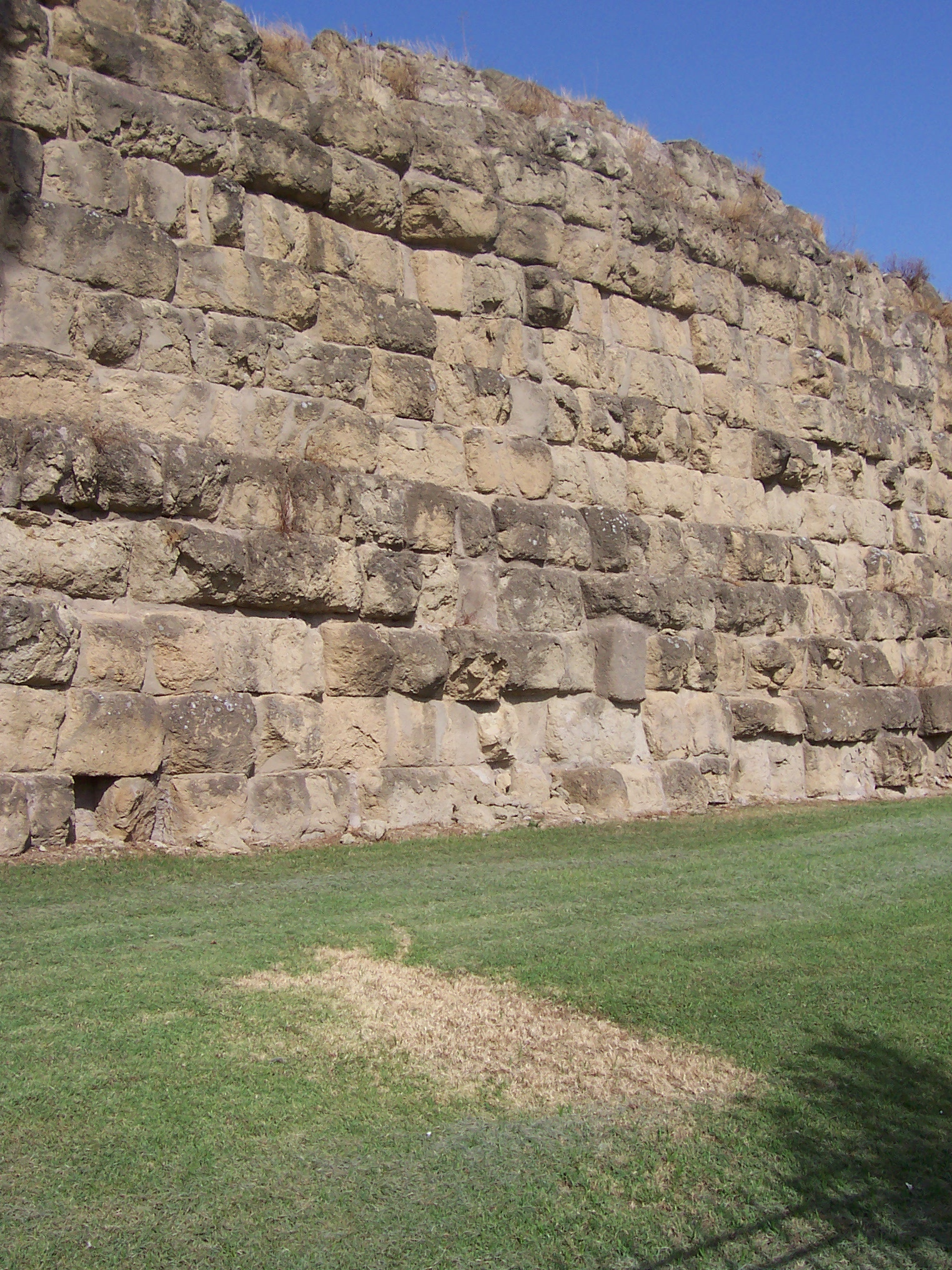
Le mura serviane presso la Stazione Termini.

La porta Viminalis si apriva all'incirca al centro del lungo tratto di mura tuttora esistente in piazza dei Cinquecento (il reperto più imponente ancora visibile), sul lato destro di chi esce dalla Stazione Termini. Il giardino che contorna le mura copre il terrapieno dell'antico aggere (e la lieve pendenza sul lato della piazza ne è un pallido ricordo), il cui muro di sostegno è ancora visibile nel piano sotterraneo dell'edificio della stazione, di fronte al ristorante McDonald's.
È tuttora argomento di discussione tra gli studiosi l'individuazione della strada o delle strade a cui la porta dava accesso: le ipotesi riguardano la via Collatina, o la via Tiburtina, o magari che non si aprisse su nessuna strada importante. Di certo le distruzioni operate nel tempo già in epoca imperiale per l'edificazione delle Terme di Diocleziano, poi da papa Sisto V per la sistemazione urbanistica della zona, e da ultimo per la costruzione della stazione di Roma iniziata dopo il 1856, hanno cancellato buona parte delle tracce non solo delle mura ma anche delle porte (forse c'era anche una Porta Collatina nei pressi di via del Castro Pretorio o nell'area della stazione ferroviaria) e delle strade originarie in tutto il perimetro adiacente.
I lavori per la sistemazione della stazione Termini hanno però avuto almeno il pregio di riportare alla luce i resti delle mura, che fino al 1892 erano rimasti sepolti sotto un accumulo di detriti, chiamato “Monte della Giustizia”, derivati dai lavori per la costruzione delle vicine Terme di Diocleziano.